# Nube oscura infrarroja

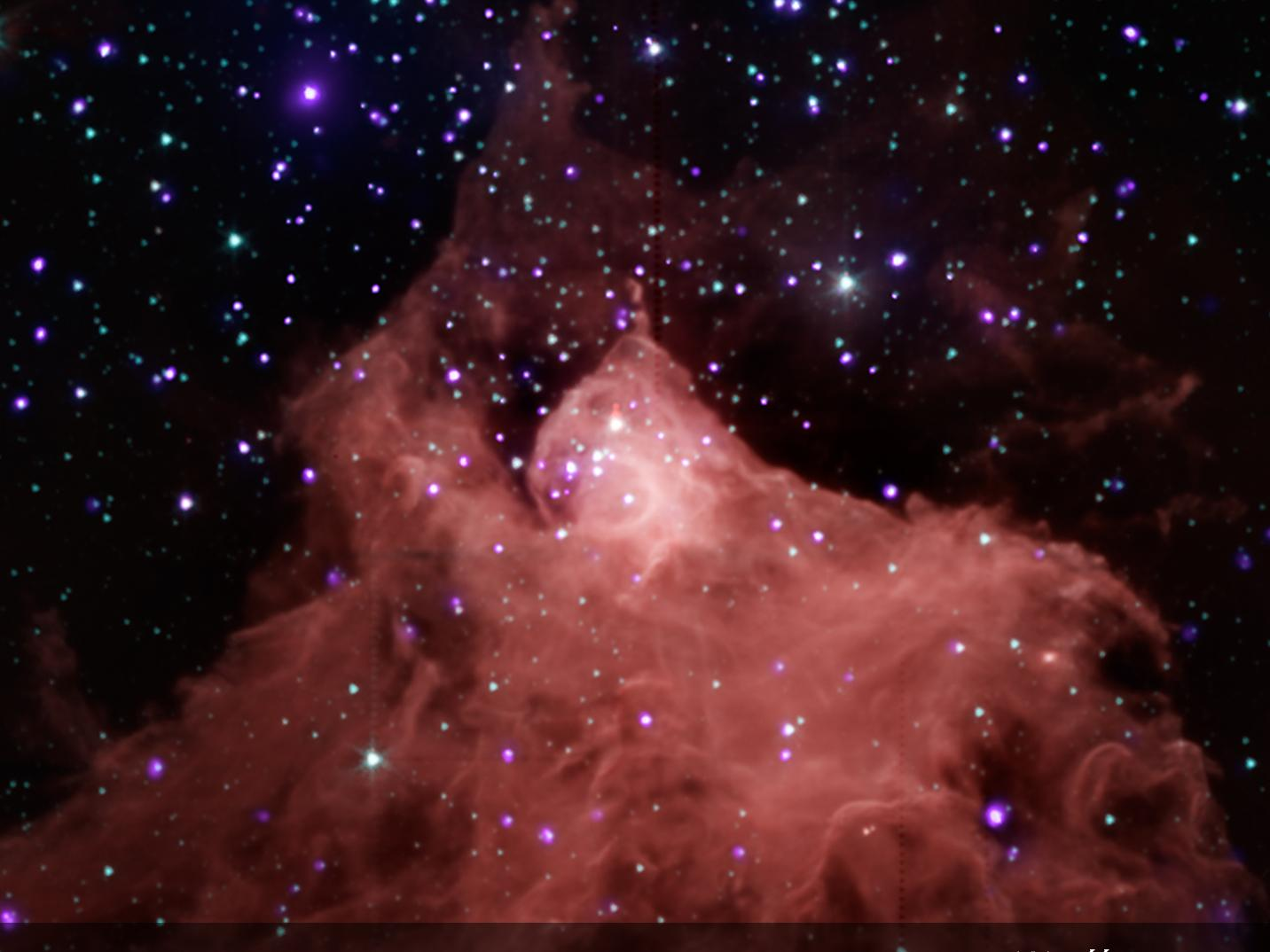
Imagen compuesta que muestra estrellas jóvenes dentro y alrededor de la nube molecular Cefeo B.

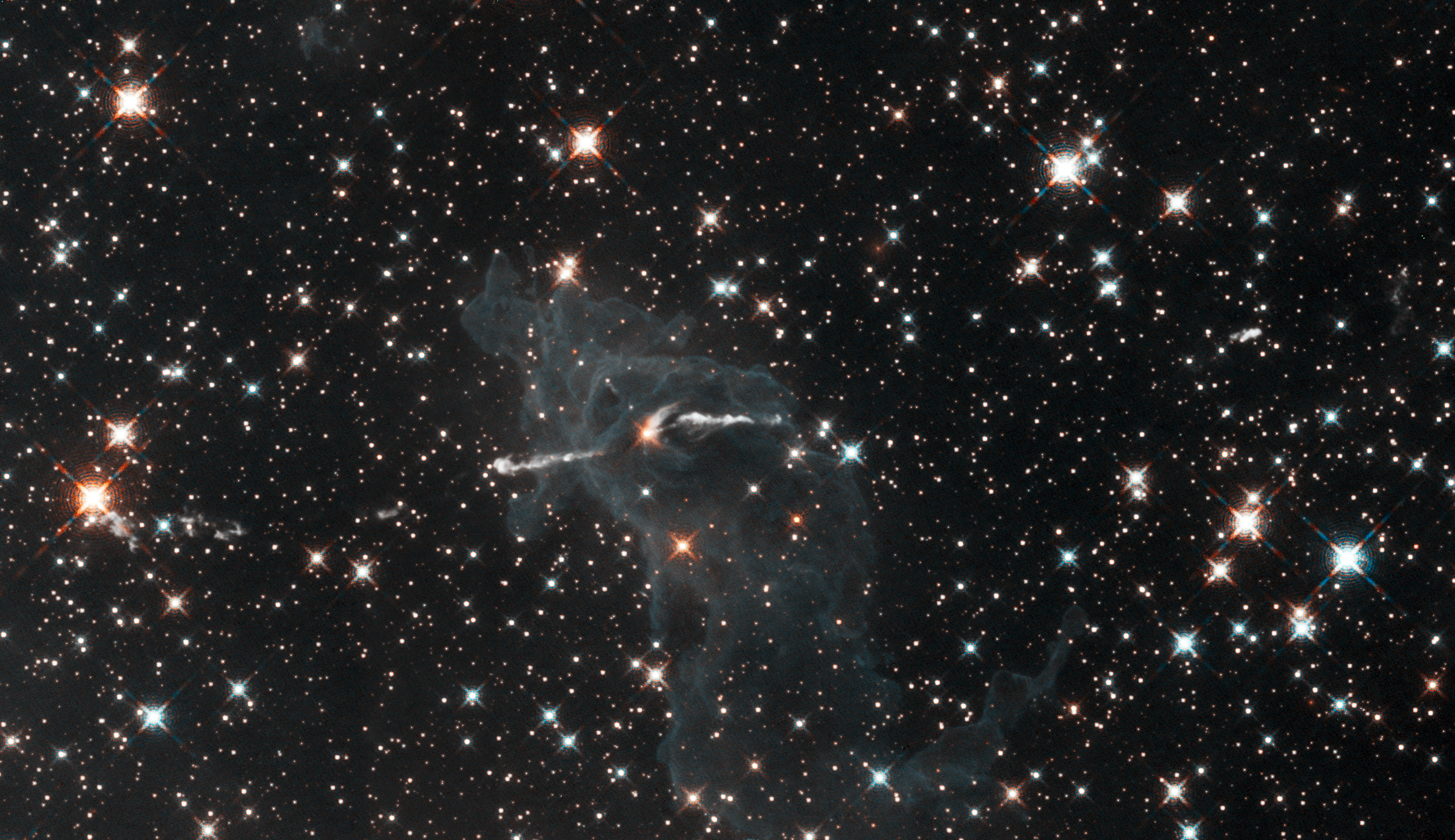
Infrarrojos

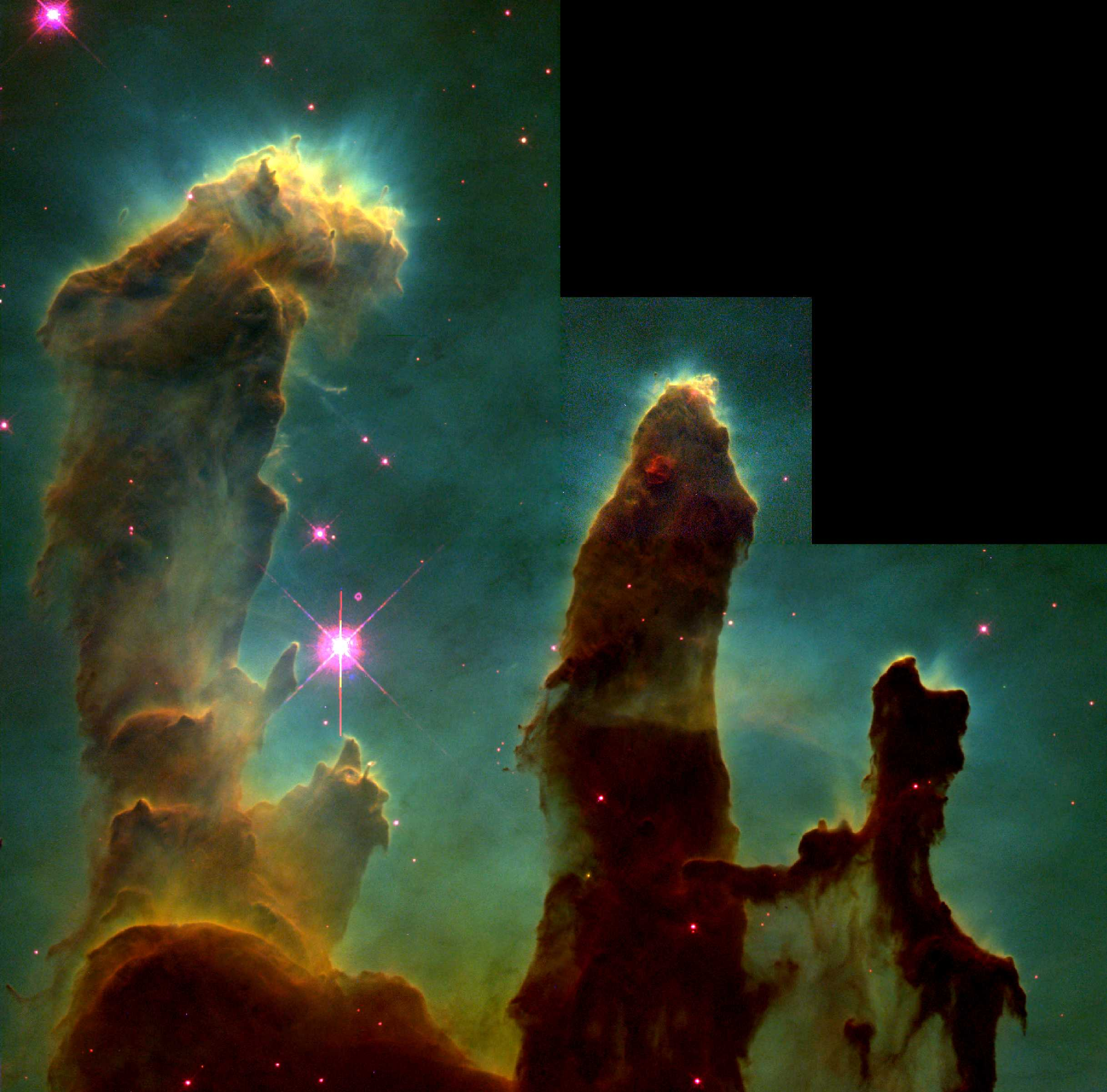
Formación estelar

Una nube oscura infrarroja (en inglés infrared dark cloud, IRDC) es una densa y fría región en nubes moleculares gigantes. Pueden ser vistas por su silueta contra al brillante emisión difusa de infrarrojo medio del plano galáctico.

## Descubrimiento
Las nubes oscuras infrarrojas han descubierta recientemente, en 1996, mediante el Observatorio Espacial Infrarrojo y por lo tanto, requieren una mayor investigación.

## Importancia
Los astrónomos creen que representan la etapa más temprana en la formación de estrellas de gran masa
 y por tanto, son de gran importancia para la comprensión del proceso de formación estelar como un todo.